# آنا رنته
آنا رنته (به انگلیسی: Ana Rente) ژیمناست زادهٔ ۲۷ آوریل ۱۹۸۸ میلادی اهل کشور پرتغال است.